# Aedes ventrovittis
Aedes ventrovittis é um espécie de mosquito do Género Aedes, pertencente à família Culicidae.